# Coussarea curvigemma
Coussarea curvigemma är en måreväxtart som beskrevs av John Duncan Dwyer. Coussarea curvigemma ingår i släktet Coussarea och familjen måreväxter.
Artens utbredningsområde är Panamá. Inga underarter finns listade i Catalogue of Life.